# 北野神社 (中野区中野)
北野神社（きたのじんじゃ）は、東京都中野区の神社。

## 概要
創建年代は不明である。江戸幕府昌平坂学問所が編纂した『新編武蔵風土記稿』によると「天神社」の存在が明記されているので、江戸時代後期には既に存在していたと推測される。
境内には、如意輪観音像と庚申塔2基が置かれている。これは神仏習合の名残ではなく、1932年（昭和7年）頃に当社前の道路にあったものを移したものである。

## 交通アクセス
- 中野駅より徒歩8分（経路案内）。